# Республіка Македонія на зимових Олімпійських іграх 2018
Республіка Македонія на зимових Олімпійських іграх 2018, що проходили з 9 по 25 лютого 2018 у Пхьончхані (Південна Корея), була представлена 3 спортсменами (2 чоловіками та 1 жінкою), які змагалася у 2 видах спорту (гірськолижний спорт та лижні перегони). Прапороносцем на церемонії відкриття був лижник Ставре Яда. 
Республіка Македонія вшосте взяла участь у зимових Олімпійських іграх. Македонські спортсмени не завоювали жодної медалі.

## Спортсмени
| Вид спорту          | Чоловіки | Жінки | Всього |
| ------------------- | -------- | ----- | ------ |
| Гірськолижний спорт | 1        | 0     | 1      |
| Лижні перегони      | 1        | 1     | 2      |
| Усього              | 2        | 1     | 3      |

## Гірськолижний спорт
| Антоніо Рістевскі | гігантський слалом, чоловіки | не фінішував | не фінішував | не фінішував | не фінішував | не фінішував | не фінішував |
| Антоніо Рістевскі | слалом, чоловіки             | не фінішував | не фінішував | не фінішував | не фінішував | не фінішував | не фінішував |

## Лижні перегони
| Спортсмен            | Дисципліна                     | Фінал   | Фінал       | Фінал |
| Спортсмен            | Дисципліна                     | Час     | Відставання | Місце |
| -------------------- | ------------------------------ | ------- | ----------- | ----- |
| Ставре Яда           | 15 км вільним стилем, чоловіки | 42:14.2 | +8:30.3     | 99    |
| Вікторія Тодоровська | 10 км вільним стилем, жінки    | 32:57.6 | +7:57.1     | 85    |

Спринт
| Спортсмен  | Дисципліна       | Кваліфікація | Кваліфікація | Чвертьфінал | Чвертьфінал | Півфінал   | Півфінал   | Фінал      | Фінал      |
| Спортсмен  | Дисципліна       | Час          | Місце        | Час         | Місце       | Час        | Місце      | Час        | Місце      |
| ---------- | ---------------- | ------------ | ------------ | ----------- | ----------- | ---------- | ---------- | ---------- | ---------- |
| Ставре Яда | спринт, чоловіки | 4:23.85      | 79           | не пройшов  | не пройшов  | не пройшов | не пройшов | не пройшов | не пройшов |